# Австро-Венгрия в Первой мировой войне

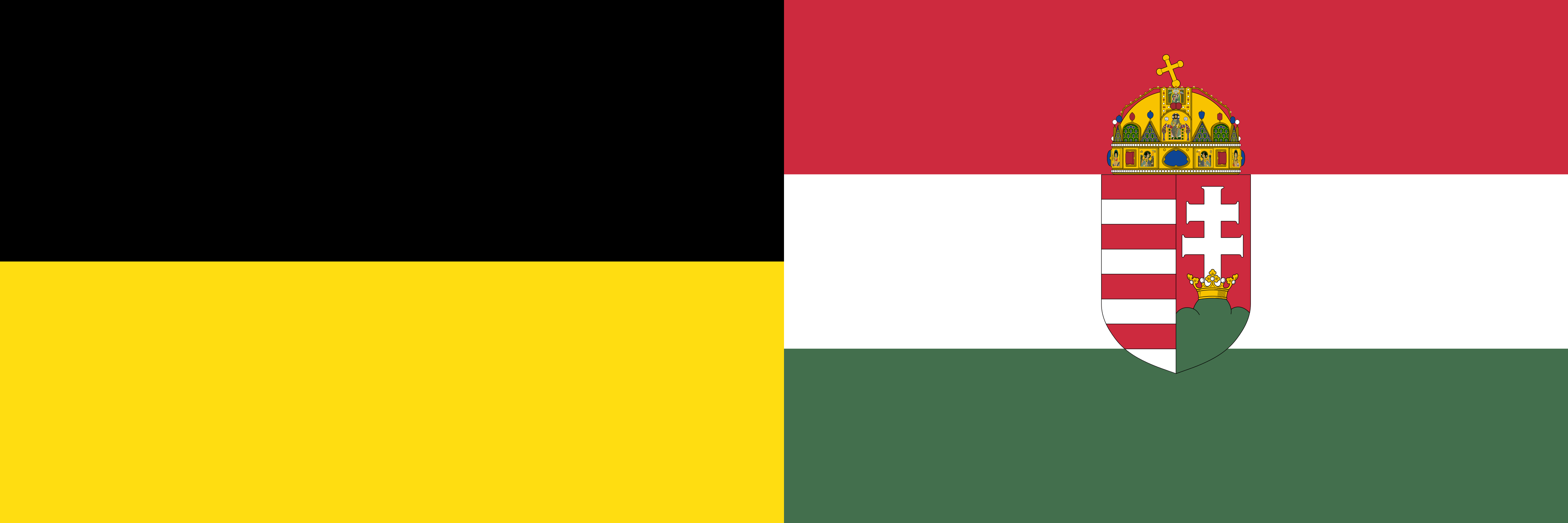
Флаги Австрии и Венгрии 1869—1918 года. Единого флага Австро-Венгрии не существовало

Австро-Венгрия вступила в Первую мировую войну 28 июля 1914 года, ровно через месяц после убийства эрцгерцога Франца-Фердинанда и его супруги в Сараево боснийским сербом Гаврилой Принципом, 18-летним студентом, членом националистической организации «Млада Босна».

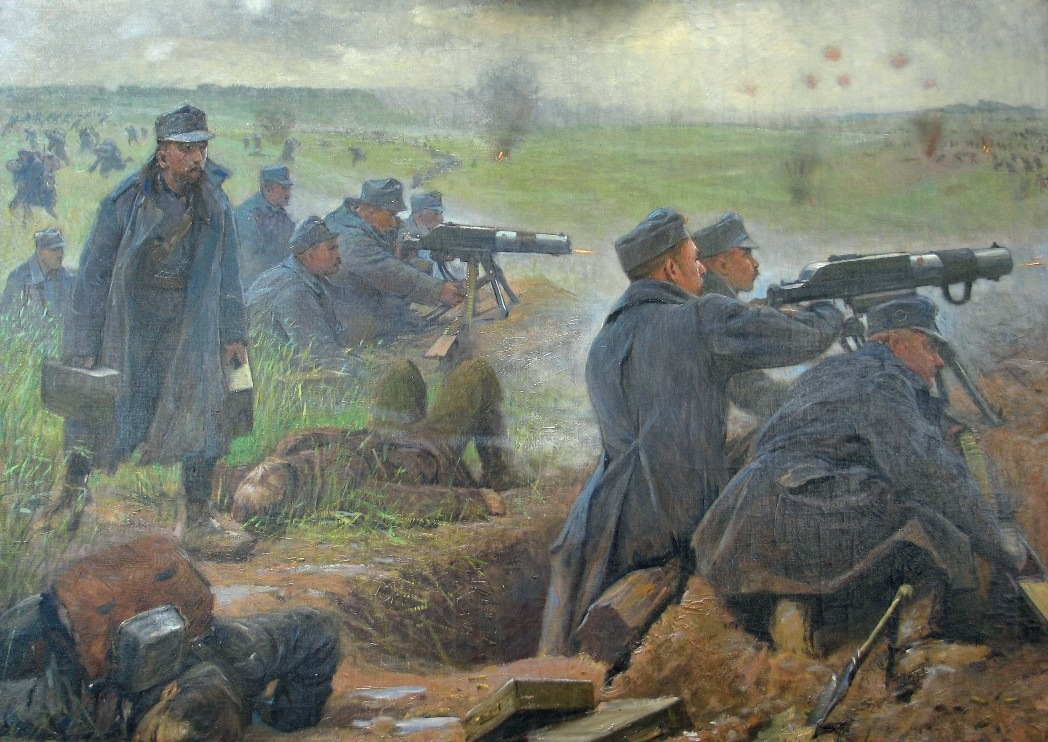
Австро-венгерские пулемётчики в бою

Вступлению в войну предшествовали предъявление Австро-Венгрией ультиматума Сербии и начало всеобщей мобилизации. После отклонения последнего пункта ультиматума, в котором были предъявлены требования о начале расследования Австро-Венгерской полиции на территории Сербии, Австро-Венгрия начала вооружённый конфликт, объявив войну Российской империи и Сербии. Франция вступила в войну на стороне России. Великобритания, несмотря на политику нейтралитета в самом начале конфликта, вступила в него после вторжения Германской империи в Бельгию согласно плану Шлиффена.

## Хронология объявления войны
| Дата       | Кто объявил        | Кому объявил   |
| 1914       | 1914               | 1914           |
| ---------- | ------------------ | -------------- |
| 28 июля    | Австро-Венгрия     | Сербия         |
| 5 августа  | Черногория         | Австро-Венгрия |
| 6 августа  | Австро-Венгрия     | Россия         |
| 7 августа  | Франция            | Австро-Венгрия |
| 12 августа | Британская империя | Австро-Венгрия |
| 22 августа | Австро-Венгрия     | Бельгия        |
| 25 августа | Япония             | Австро-Венгрия |
| 1915       |                    |                |
| 23 мая     | Италия             | Австро-Венгрия |
| 3 июня     | Сан-Марино         | Австро-Венгрия |
| 1916       |                    |                |
| 15 марта   | Австро-Венгрия     | Португалия     |
| 27 августа | Румыния            | Австро-Венгрия |
| 1917       |                    |                |
| 2 июля     | Греция             | Австро-Венгрия |
| 22 июля    | Сиам               | Австро-Венгрия |
| 14 августа | Китай              | Австро-Венгрия |
| 7 декабря  | США                | Австро-Венгрия |
| 10 декабря | Панама             | Австро-Венгрия |
| 16 декабря | Куба               | Австро-Венгрия |
| 1918       |                    |                |
| 8 мая      | Никарагуа          | Австро-Венгрия |

## Ход событий
В 1914 году, вопреки разработанным ранее стратегическим планам, австро-венгерским вооружённым силам пришлось сразу же вести полномасштабную войну на двух фронтах — сербском и восточном, против Российской империи. Неожиданная активность русских армий, создавших буквально с первых недель войны угрозу границам Галиции и Венгрии, заставила верховное командование в спешном порядке снять с сербского фронта двенадцать дивизий и перебросить их в Галицию. Молниеносного разгрома сербского противника не получилось. Галицийская битва была проиграна и австро-венгерская армия отступила к Карпатам.
23 мая 1915 года Италия объявила войну Австро-Венгрии, и тогда же итальянские войска попытались захватить удерживаемые австрийцами плацдармы на Изонцо.
В 1915 году Горлицкий прорыв германских войск и последовавшее за ним «Великое отступление» российской армии позволили Австро-Венгрии вернуть себе Галицию.

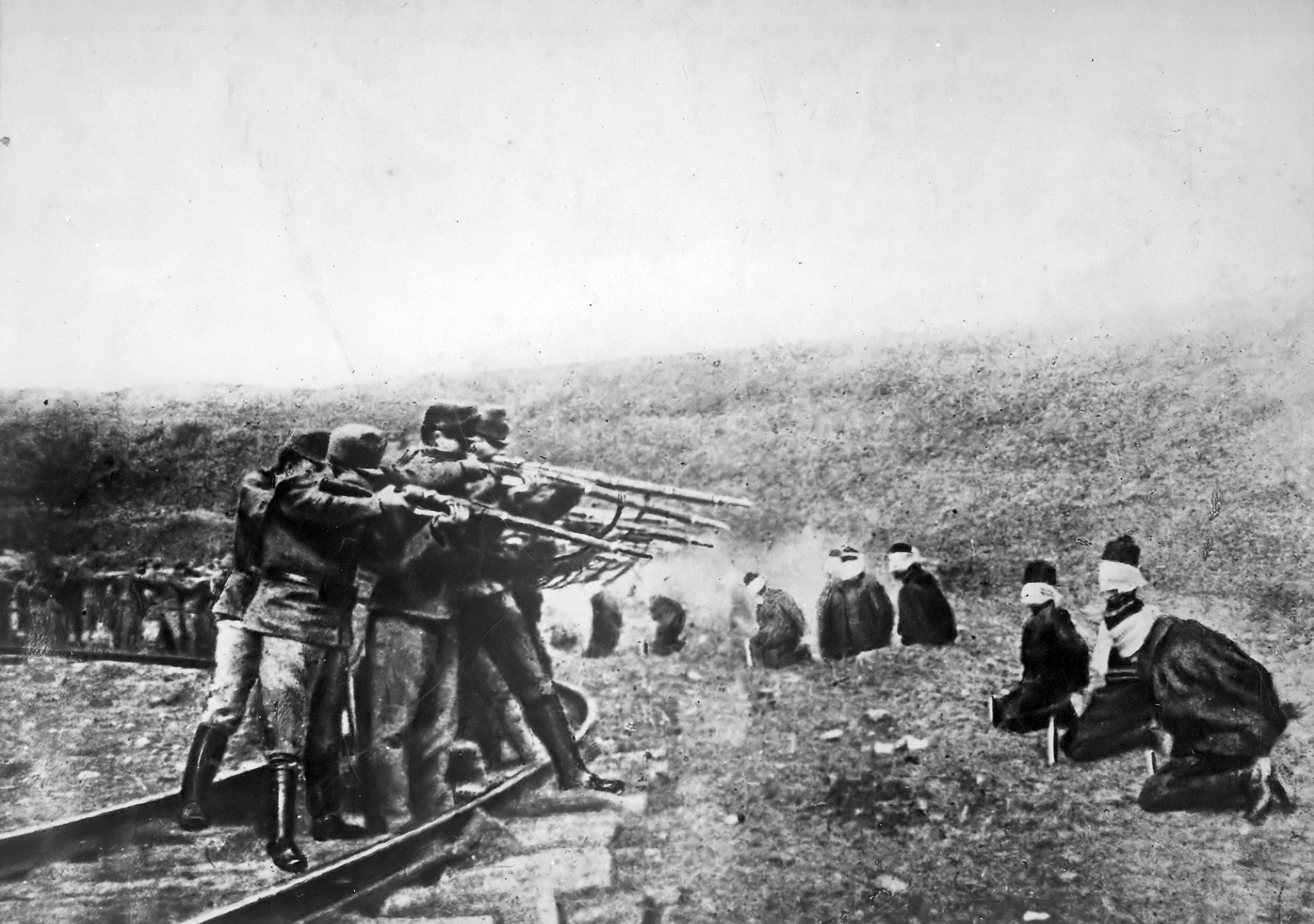
Австро-венгерские солдаты расстреливают участников Топлицкого восстания.

Осенью 1915 года Австро-Венгрии с помощью Германии и вступившей в войну на их стороне Болгарии удалось прорвать сербский фронт и выйти к границе Греции, где возник Салоникский фронт. В январе 1916 года австро-венгерские войска без германской помощи оккупировали Черногорию.
Летом 1916 года в результате Брусиловского прорыва положение Австро-Венгрии вновь осложнилось.
27 августа 1916 года войну Австро-Венгрии объявила Румыния. Румынские войска перешли в наступление в Трансильвании. С помощью германских войск Румыния была быстро побеждена, но за германскую помощь Австро-Венгрии пришлось идти на серьёзные уступки и согласиться на создание единого с Германией военного командования.
Уже на второй год войны резко ухудшилось снабжение городского населения Австро-Венгрии продовольствием. Летом 1916 года у властей Австро-Венгрии усилилось стремление к миру. 21 ноября 1916 умер австрийский император Франц-Иосиф. Новым императором под именем Карла I стал его внучатый племянник Карл-Франц-Иосиф, который отчаянно стремился найти выход из затянувшейся войны. В начале 1917 года он тайно вступил в мирные переговоры с Францией, используя в качестве посредника своего родственника Сикста Бурбон-Пармского, бывшего офицером бельгийской армии. Об этой попытке стало известно, и власти Австро-Венгрии вынуждены были оправдываться перед Германией. В 1917 году США, Греция и Китай объявили войну Австро-Венгрии.
После неудачного наступления российских войск в июле 1917 года и последовавшего за ним австро-венгерского контрнаступления Австро-Венгрии со стороны России уже ничто не угрожало. После победы Октябрьской революции Восточный фронт вообще перестал существовать, но Брестский мир и участие австро-венгерских войск в оккупации значительных территорий на Украине не смогли переломить ситуацию в пользу Австро-Венгрии.
Основную заботу для Австро-Венгрии с 1917 года представлял лишь итальянский фронт, где с переменным успехом шли кровопролитные бои. Осенью 1917 года на итальянском фронте началось сражение при Капоретто. Войскам Австро-Венгрии и Германии удаётся прорвать линию фронта. Итальянские части создали новый рубеж обороны по реке Пьяве.
Данных об участии австро-венгерских войск на Западном фронте сохранилось немного, поскольку там в основном воевали силы Германии. Летом 1918 года император Карл I направил на Западный фронт четыре пехотные дивизии. Присутствие австрийцев на западе Европы пытались не разглашать, иногда австро-венгерских солдат переодевали в немецкую форму.
Также австро-венгерские силы (в основном артиллеристы) поддерживали Османскую империю в Палестине. В составе австро-венгерского экспедиционного корпуса было не менее 800 человек в двух гаубичных батареях, которые прибыли в Палестину весной 1916 года. Уже в августе 1916 года артиллеристы из Европы участвовали в сражении на Суэцком канале, когда турки попытались вновь его форсировать. 26-27 марта 1917 года австро-венгры обороняли Газу от британцев. В октябре 1917 года австро-венгры участвовали в битве при Беэр-Шеве, в 1918 году — в двух битвах в долине Иордана.
Никакие мирные инициативы Австро-Венгрии и Германии уже не могли изменить ход войны. Все большую популярность в странах Антанты приобретали требования освобождения всех славянских народов от германского и австрийского господства. До сентября 1918 года видимых признаков организованных сепаратистских движений в Австро-Венгрии не было, но недовольство славянских народов империи войной сказывалось на боеспособности австро-венгерской армии с каждым годом войны все больше. Солдаты-славяне сдавались в плен при каждом удобном случае
Процесс распада Австро-Венгрии начался за несколько недель до окончательного военного поражения Центральных держав.
Война для Австро-Венгрии закончилась, когда она подписала перемирие 3 ноября 1918 года.

## Количество жертв
Война стоила всем народам империи огромных жертв. Потери австро-венгерских войск к концу ПМВ на Европейских фронтах составили убитыми, ранеными, заболевшими, пропавшими без вести и пленёнными на Западном фронте: 3201, 1 305, 88 578, 4 077, 97 161; на русском: 311 297, 1 212 806, 1 602 852, 1 246 760 и 4 373 715; на Балканском: 39 557, 146 332, 359 459, 87 750, 633 098; на Итальянском: 145 155, 591 852, 1 482 220, 226 444, 2 445 671. На Ближневосточном фронте Австро-Венгрия потеряла более сотни человек. Таким образом общее число составляет 7 549 645 человек. Это официальные данные по состоянию на 30 сентября 1918 года, реальные потери Австро-Венгрии были примерно на треть выше. Их вообще не учитывали в ходе хаоса развала Габсбургской монархии, процесс которой уже активно начался в октябре 1918.
499 210 смертей произошло на фронте или во фронтовых госпиталях. 334 366 человек умерли в основных госпиталях. Последние смерти входят в число раненых (смертность — 17 %). То есть, чисто кровавых потерь убитыми и умершими от ран у Австро-Венгрии за войну — 833 576 человек. По другим данным Австро-Венгрия потеряла убитыми 727 тысяч человек (включая 181 тысячу пропавших без вести), а умершими от ран и болезней 300 тысяч человек, включая 170 тысяч умерших от ран, 10 тысяч от несчастных случаев, 120 тысяч умерших от болезней. От туберкулеза умерло 43 тысяч человек, от брюшного тифа — 24 тысячи, от холеры — 16 тысяч, от дизентерии — 11 тысяч, от малярии — 3 тысячи человек. Также есть информация что русские захватили в плен 1,75 миллионов военнослужащих Австро-Венгрии. По информации русского Главного штаба, на 1 сентября 1917 года, из 1,737 миллиона пленных умерло 46 448 человек. С учётом других фронтов, число умерших в плену могло достигнуть 70 тысяч человек. Можно сделать вывод, что в рядах вооруженных сил Австро-Венгрии в Первой мировой войне погиб миллион сто тысяч человек от всех причин.